# Domício Domiciano
Lúcio Domício Domiciano (em latim: Lucius Domitius Domitianus) foi um usurpador romano contra Diocleciano na província do Egito em 297. Domiciano morreu em dezembro do mesmo ano, pouco antes de Diocleciano chegar à província para conter a rebelião. Evidências numismáticas e papirológicas suportam que de fato Domiciano se auto-proclamou imperador, possivelmente por causa de um aumento de impostos, mas nada disto é certo.
É possível que o corrector de Domiciano, Aurélio Aquileu, o responsável pela defesa de Alexandria, tenha assumido o controle da revolta, pois a cidade só foi tomada em março de 298. 